# 4543 Phoinix
4543 Phoinix è un asteroide troiano di Giove del campo greco del diametro medio di circa 62,79 km. Scoperto nel 1989, presenta un'orbita caratterizzata da un semiasse maggiore pari a 5,1233812 UA e da un'eccentricità di 0,0953281, inclinata di 14,71219° rispetto all'eclittica.
L'asteroide è dedicato a Fenice, il tutore di Achille.